# Cross Edge
Cross Edge (クロスエッジ, Kurosu Ejji) (abreujat com XEdge o X-Edge), és un RPG desenvolupat per Capcom, Nippon Ichi, Namco Bandai, Gust, i Idea Factory. Lliurat el 25 de setembre del 2008 en el Japó, el joc conté lluites per torns, un argument que implica rescatar ànimes, i l'habilitat de vestir als personatges femenins del grup del jugador en una ampla varietat de vestits. Els personatges dels joc provenen de sagues de videojocs com Darkstalkers, Disgaea, Ar tonelico, Spectral Souls, Atelier Marie i Mana-Khemia 2. Koei va ser el dsitribuïdor de la versió de PS3 per a Europa, que va ser llançada el 28 d'agost del 2009.

## Jugabilitat
Cross Edge és un joc de rol tradicional japonès completat amb un mapa del món, batalles a l'atzar, pujada de nivells, combinació/creació d'ítems usant l'alquímia, etc.